# Rückstrom (elektronische Bauteile)
Als Rückstrom oder Sperrstrom bezeichnet man bei elektronischen Bauelementen (z. B. Dioden, Transistoren, MOS-FET u. a.) den elektrischen Strom, der entgegen der Durchlassrichtung der Sperrschicht des Bauelementes fließt. Dabei kommt es zu Energie- und Qualitätsverlusten, der Rückstrom ist daher in der Regel unerwünscht.
Grundsätzlich ist der Rück- oder Sperrstrom umso höher, je höher der Durchlassstrom des Bauelementes ist.
Bauteile mit einem hohen Rückstrom bewirken beispielsweise in einem Musikverstärker
- höhere Energieaufnahme am Netzanschluss und den Eingängen
- höheres akustisches Rauschen.
- zusätzliche wärmetechnische Probleme, d. h., für diese Bauteile müssen zusätzliche Kühlungsmechanismen eingeplant werden, wie passive Kühlung durch Lüftungsschlitze, Kühlungsbleche und Bauteilumschweißungen oder aktive Kühlung durch Ventilatoren.